# 정소녀
정소녀(鄭少女, 1954년 1월 21일 ~ )는 대한민국의 탤런트이다. 종교는 개신교이며, 본명은 정애정이다.

## 생애
서라벌예술대학교 연극영화학과를 중퇴 이후 중앙대학교 연극영화학과를 졸업했다. 1972년 연극배우 첫 데뷔한 그녀는 이듬해 1973년 MBC 문화방송 6기 공채 탤런트로 정식 데뷔했다. 1974년 이두용 감독의 영화 돌아온 외다리에서 조연을 맡으며 영화계에 데뷔했다. 이때까지는 본명을 사용했지만, 1974년 11월에 개봉한 김수형 감독의 영화 이름모를 소녀에서 주연을 맡았을 때 김 감독의 권유로 예명 정소녀를 사용하기 시작했다. 1975년 TBC 연기대상을 받았다. 1976년 TBC의 쇼쇼쇼 메인 MC, 1985년 KBS 2TV 가족 오락관 2대 MC를 맡았다.